# Oda Hidenobu
Oda Hidenobu est un nom japonais traditionnel ; le nom de famille (ou le nom d'école), Oda, précède donc le prénom (ou le nom d'artiste).
Oda Hidenobu (織田 秀信, 1580-24 juillet 1605), fils d'Oda Nobutada et petit-fils d'Oda Nobunaga, est un samouraï de l'époque Azuchi Momoyama à la fin du XVIe siècle, né et décédé dans la province de Mino. Son autre nom est « Sanpōshi » (三法師).

## Conflit de succession
Lorsque Oda Nobutada et Oda Nobunaga, respectivement père et grand-père de Hidenobu, sont tués au cours de l'incident du Honnō-ji en 1582, survient un conflit relatif à la succession à la tête du clan Oda. Toyotomi Hideyoshi soutient Hidenobu, dont l'adversaire est son oncle Oda Nobutaka (lui-même soutenu par Shibata Katsuie). Bien que Hidenobu est âgé de seulement 2 ans à l'époque, il devient le chef du clan Oda.

## Bataille de Sekigahara
Par la suite, Hidenobu est au service de Ishida Mitsunari durant la bataille de Sekigahara en 1600. Avant la bataille, il contrôle le château de Gifu, important élément dans les plans globaux de Mitsunari, mais il finit par perdre le château au cours de la bataille du château de Gifu contre Ikeda Terumasa et Fukushima Masanori. Après avoir perdu à Sekigahara, les vassaux de Hidenobu commettent seppuku au château de Gifu. Les planches tachées de sang servent à présent de plafond du Sōfuku-ji à Gifu ; il est maintenant appelé le « plafond sanglant ». Hidenobu décède cinq ans après la défaite de Sekigahara.